# Франсіско Хара
Франсіско Хара Гаррібай (ісп. Francisco Jara Garribay, нар. 3 лютого 1941 — пом.
2 лютого 2024, Гвадалахара) — мексиканський футболіст, нападник. Виступав за «Гвадалахару» та національну збірну Мексики. Один з гравців «Кампеанісімо», разом з командою в період з 1957 по 1965 рік 7 разів вигравав чемпіонат Мексики.

## Клубна кар'єра
На клубному рівні протягом усієї кар'єри виступав за «Гвадалахару». У чемпіонаті Мексики дебютував 16 жовтня 1960 року в переможному (2:1) поєдинку проти «Оро». А вже в своєму наступному поєдинку, 23 жовтня 1963 року проти «Некакси» (2:2) відзначився дебютним голом за команду.
Закінчивши професіональну кар’єру у віці 30 років, він дотримувався сімейних традицій та керував пекарнею під назвою «El Campeonísimo».

## Кар'єра в збірній
У футболці національної збірної Мексики дебютував 28 березня 1963 року проти Ямайки (8:0), а два дні по тому зіграв проти Коста-Рики. Однак після цього пройшло понад три роки, перш ніж Франсіско знову вийшов на футбольне поле у складі збірної. До початку чемпіонату світу 1966 року зіграв ще 4 поєдинки. Поїхав на фінальну частину чемпіонату світу 1966 року в Англії, але на турнірі не зіграв жодного матчу.
У період з 1963 по 1968 рік зіграв дев'ять матчів за збірну, шість з них повністю. Хоча його часто використовували як лівого вінгера, він не відзначився жодним голом у футболці національної збірної.

## Досягнення
- Прімера Дивізіон Мексики
  -  Чемпіон (5): 1961, 1962, 1964, 1965, 1970

- Чемпіон чемпіонів
  -  Володар (4): 1961, 1964, 1965, 1970

- Кубок Мексики
  -  Володар (2): 1963, 1970

- Ліга чемпіонів КОНКАКАФ
  -  Володар (1): 1962